# Football Club Hellas Verona 1919-1920
Questa pagina raccoglie i dati riguardanti il Football Club Hellas Verona nelle competizioni ufficiali della stagione 1919-1920.

## Rosa
| N. |                   | Ruolo | Calciatore          |
| -- | ----------------- | ----- | ------------------- |
| -  | Italia (bandiera) | P     | Riccardo Battistoni |
| -  | Italia (bandiera) | D     | Bertola             |
| -  | Italia (bandiera) | D     | Osvaldo Butturini   |
| -  | Italia (bandiera) | D     | Augusto Chiecchi    |
| -  | Italia (bandiera) | D     | Malaman             |
| -  | Italia (bandiera) | D     | Motta               |
| -  | Italia (bandiera) | D     | Plebani             |
| -  | Italia (bandiera) | D     | Silvio Ruberti      |
| -  | Italia (bandiera) | D     | Sartori             |
| -  | Italia (bandiera) | D     | Bonifacio Zuppini   |
| -  | Italia (bandiera) | C     | Lionello Ambroso    |
| -  | Italia (bandiera) | C     | Lolla               |

| N. |                    | Ruolo | Calciatore       |
| -- | ------------------ | ----- | ---------------- |
| -  | Italia (bandiera)  | C     | Minzon           |
| -  | Italia (bandiera)  | C     | Testa            |
| -  | Italia (bandiera)  | C     | Zanin            |
| -  | Italia (bandiera)  | C     | Zivelonghi       |
| -  | Italia (bandiera)  | C     | Zorzi            |
| -  | Italia (bandiera)  | A     | Luigi Bernardi   |
| -  | Italia (bandiera)  | A     | Carlo Girardi    |
| -  | Italia (bandiera)  | A     | Cola             |
| -  | Italia (bandiera)  | A     | Luigi Costa      |
| -  | Brasile (bandiera) | A     | Arnaldo Porta    |
| -  | Italia (bandiera)  | A     | Almerigo Recchia |
| -  | Italia (bandiera)  | A     | Righetto         |

## Risultati

### Campionato

#### Sezione veneta

##### Girone di andata
| Arbitro: | Cavazzana (Milano) |

|                                                                                         |           |  |
| A. Zambotto 5’ (rig.) Silvestrini 9’ Mion 10’, 44’ Monti G. 75’, 89’ Roberti 80’ (aut.) | Marcatori |  |

| Arbitro: | Barbon (Venezia) |

|                                                        |           |                                    |
| Bonaventura 20’, 32’ Gallo II 28’ Romaro II 83’ (rig.) | Marcatori | 15’ Ambroso 53’ Lolla 65’ Bernardi |

| Arbitro: | Barbon (Venezia) |

|                         |           |  |
| Balbo 66’, 67’ Gemo 71’ | Marcatori |  |

| Arbitro: | Cavazzana (Milano) |

|                                         |           |  |
| Vecchina I 10’ Padovan 81’ Angelini 90’ | Marcatori |  |

| Arbitro: | Barbon (Venezia) |

|                                                         |           |  |
| Minzon 12’ (rig.) Porta 23’ Costa 46’ Righetto 49’, 73’ | Marcatori |  |

##### Girone di ritorno
| Arbitro: | Barbon (Venezia) |

|                  |           |                   |
| Zanin 74’ (rig.) | Marcatori | 24’, 26’ Monti II |

| Arbitro: | Storer (Venezia) |

|                     |           |                               |
| Porta 28’, 64’, 74’ | Marcatori | 5’, 12’ Gallo II 17’ Romaro I |

| Arbitro: | Barbon (Venezia) |

|                     |           |         |
| Zanin 11’ Porta 19’ | Marcatori | 1’ Gemo |

| Verona 14 dicembre 1919 9ª giornata | Verona          | 0 – 0 | Venezia | Campo di Borgo Venezia\| Arbitro: \| Grossi (Milano) \| |
| Arbitro:                            | Grossi (Milano) |       |         |                                                         |

| Arbitro: | Storer (Venezia) |

|                                          |           |             |
| Dal Dan 30’ Cosmo 32’ Zuppini 44’ (aut.) | Marcatori | s.t.’ Porta |

##### Spareggio salvezza
| Arbitro: | Resegotti (Milano) |

|           |           |  |
| Porta 36’ | Marcatori |  |

## Statistiche

### Statistiche dei giocatori
| Giocatore        | Prima Categoria | Prima Categoria |
| Giocatore        | Presenze        | Reti            |
| ---------------- | --------------- | --------------- |
| L. Ambroso       | 10              | 1               |
| R. Battistoni    | 12              | -26             |
| L. Bernardi (II) | 12              | 1               |
| Bertola          | 7               | 0               |
| O. Butturini     | 9               | 0               |
| A. Chiecchi (I)  | 1               | 0               |
| Cola             | 2               | 0               |
| L. Costa         | 12              | 1               |
| Lolla            | 9               | 1               |
| Malaman          | 3               | 0               |
| Minzon           | 7               | 1               |
| Motta            | 2               | 0               |
| Plebani          | 2               | 0               |
| A. Porta         | 7               | 7               |
| A. Recchia       | 2               | 0               |
| Righetto         | 2               | 2               |
| S. Ruberti       | 3               | 0               |
| Sartori          | 1               | 0               |
| Testa            | 2               | 0               |
| Zanin            | 6               | 2               |
| Zivelonghi       | 1               | 0               |
| Zorzi            | 4               | 0               |
| Zuppini          | 11              | 0               |